# Yang Boyong
Yang Boyong (杨伯镛S, Yáng BóyōngP; Kunming, 5 febbraio 1935) è un ex cestista e allenatore di pallacanestro cinese.

## Carriera
Ha guidato la Cina ai Campionati mondiali del 1983 e ai Giochi olimpici di Los Angeles 1984.